# Црнаја (Србац)
Црнаја је насељено мјесто у општини Србац, Република Српска, БиХ. Према попису становништва из 1991. у насељу је живјело 110 становника.

## Становништво
| Демографија | Демографија | Демографија |
| Година      | Становника  | Становника  |
| ----------- | ----------- | ----------- |
| 1948.       | 257         |             |
| 1953.       | 233         |             |
| 1961.       | 136         |             |
| 1971.       | 108         |             |
| 1981.       | 88          |             |
| 1991.       | 109         |             |
| 1993.       | 73          |             |